# NBA All-Star Weekend 2002
L'NBA All-Star Weekend 2002, svoltosi a Filadelfia, vide la vittoria finale della Western Conference sulla Eastern Conference per 135 a 120.
Kobe Bryant, dei Los Angeles Lakers, fu nominato MVP della partita. Jason Richardson, dei Golden State Warriors, si aggiudicò l'NBA Slam Dunk Contest. Predrag Stojaković, dei Sacramento Kings vinse l'NBA Three-point Shootout.
L'NBA Rookie Challenge venne vinto dai Rookies (giocatori al 1º anno) sui Sophomores (giocatori al 2º anno) per 103 a 97. MVP della partita fu Jason Richardson dei Golden State Warriors.
Al sabato venne introdotto un nuovo spettacolo: l'All-Star Hoop-It-Up, una gara 3 contro 3, con un giocatore NBA, una giocatrice WNBA, un ex giocatore NBA, e un tifoso "celebre".
Per la prima volta nella storia dell'All-Star Game prese parte alla partita un giocatore non statunitense proveniente dall'area della FIBA Americas: il canadese Steve Nash.

## Venerdì

### NBA Rookie Challenge

#### Rookies
| Rookies          |                       |     |       |      |      |      |       |     |     |    |     |     |    |     |
| Giocatore        | Squadra               | MIN | FG    | 3FG  | FT   | R.OF | R.DIF | RIM | AST | PF | RUB | PER | ST | PT  |
| Pau Gasol        | Memphis Grizzlies     | 27  | 4-9   | 0-0  | 2-2  | 0    | 7     | 7   | 3   | 2  | 1   | 1   | 1  | 10  |
| Željko Rebrača   | Detroit Pistons       | 27  | 7-10  | 0-0  | 0-0  | 2    | 7     | 9   | 3   | 0  | 0   | 0   | 1  | 14  |
| Brendan Haywood  | Washington Wizards    | 26  | 5-6   | 0-0  | 2-4  | 2    | 1     | 3   | 1   | 1  | 2   | 0   | 1  | 12  |
| Shane Battier    | Memphis Grizzlies     | 23  | 7-11  | 0-1  | 1-2  | 2    | 0     | 2   | 0   | 3  | 0   | 2   | 1  | 15  |
| Jason Richardson | Golden State Warriors | 22  | 11-18 | 3-5  | 1-2  | 3    | 3     | 6   | 2   | 1  | 0   | 0   | 3  | 26  |
| Joe Johnson      | Boston Celtics        | 21  | 4-13  | 2-4  | 2-4  | 1    | 6     | 7   | 4   | 2  | 0   | 1   | 2  | 12  |
| Tony Parker      | San Antonio Spurs     | 21  | 3-9   | 0-2  | 0-0  | 0    | 2     | 2   | 8   | 3  | 0   | 3   | 0  | 6   |
| Jamaal Tinsley   | Indiana Pacers        | 18  | 2-4   | 0-0  | 0-0  | 0    | 1     | 1   | 10  | 1  | 0   | 6   | 0  | 4   |
| Andrej Kirilenko | Utah Jazz             | 15  | 2-2   | 0-0  | 0-3  | 1    | 1     | 2   | 0   | 1  | 0   | 2   | 0  | 4   |
| Totale           |                       | 200 | 45-82 | 5-12 | 8-17 | 11   | 28    | 39  | 31  | 14 | 3   | 15  | 9  | 103 |
| All. Chuck Daly  |                       |     |       |      |      |      |       |     |     |    |     |     |    |     |

MIN: minuti. FG: tiri dal campo. 3FG: tiri da tre punti. FT: tiri liberi. R.OF: rimbalzi offensivi. R.DIF: rimbalzi difensivi. RIM: rimbalzi. AST: assist. PF: falli personali. RUB: palle rubate. PER: palle perse. ST: stoppate. PT: punti

#### Sophomores
| Sophomores            |                      |     |       |      |     |      |       |     |     |    |     |     |    |    |
| Giocatore             | Squadra              | MIN | FG    | 3FG  | FT  | R.OF | R.DIF | RIM | AST | PF | RUB | PER | ST | PT |
| Quentin Richardson    | Los Angeles Clippers | 26  | 10-22 | 1-5  | 1-2 | 7    | 2     | 9   | 1   | 0  | 0   | 0   | 1  | 22 |
| Marcus Fizer          | Chicago Bulls        | 25  | 2-9   | 0-2  | 0-0 | 6    | 8     | 14  | 2   | 1  | 1   | 0   | 0  | 4  |
| Kenyon Martin         | New Jersey Nets      | 25  | 7-14  | 2-3  | 1-2 | 1    | 1     | 2   | 1   | 5  | 1   | 3   | 2  | 17 |
| Mike Miller           | Orlando Magic        | 24  | 3-10  | 1-7  | 0-0 | 3    | 4     | 7   | 11  | 2  | 0   | 3   | 1  | 7  |
| Darius Miles          | Los Angeles Clippers | 23  | 9-11  | 0-0  | 2-4 | 0    | 1     | 1   | 2   | 1  | 1   | 6   | 1  | 20 |
| Lee Nailon            | Charlotte Hornets    | 20  | 4-8   | 0-0  | 0-0 | 4    | 2     | 6   | 0   | 1  | 0   | 3   | 1  | 8  |
| Desmond Mason         | Seattle SuperSonics  | 19  | 3-7   | 0-0  | 0-0 | 1    | 5     | 6   | 3   | 2  | 1   | 1   | 1  | 6  |
| Chris Mihm            | Cleveland Cavaliers  | 19  | 3-7   | 0-0  | 0-0 | 3    | 5     | 8   | 0   | 0  | 1   | 2   | 3  | 6  |
| Hidayet Türkoğlu      | Sacramento Kings     | 19  | 3-9   | 1-4  | 0-0 | 1    | 0     | 1   | 3   | 1  | 0   | 1   | 2  | 7  |
| Totale                |                      | 200 | 44-97 | 5-21 | 4-8 | 26   | 28    | 54  | 23  | 13 | 5   | 19  | 12 | 97 |
| All. Billy Cunningham |                      |     |       |      |     |      |       |     |     |    |     |     |    |    |

MIN: minuti. FG: tiri dal campo. 3FG: tiri da tre punti. FT: tiri liberi. R.OF: rimbalzi offensivi. R.DIF: rimbalzi difensivi. RIM: rimbalzi. AST: assist. PF: falli personali. RUB: palle rubate. PER: palle perse. ST: stoppate. PT: punti

## Sabato

### Slam Dunk Contest
|  | Semifinali                      | Semifinali                      | Semifinali     |                |                  | Finale           | Finale | Finale |  |
|  |                                 |                                 |                |                |                  |                  |        |        |  |
|  | Desmond Mason (Seattle)         | Desmond Mason (Seattle)         | 84             |                |                  |                  |        |        |  |
|  | Desmond Mason (Seattle)         | Desmond Mason (Seattle)         | 84             |                |                  |                  |        |        |  |
|  | Jason Richardson (Golden State) | Jason Richardson (Golden State) | 98             |                |                  |                  |        |        |  |
|  | Jason Richardson (Golden State) | Jason Richardson (Golden State) | 98             |                | Jason Richardson | Jason Richardson | 85     |        |  |
|  |                                 |                                 |                |                | Jason Richardson | Jason Richardson | 85     |        |  |
|  |                                 |                                 | Gerald Wallace | Gerald Wallace | 80               |                  |        |        |  |
|  | Steve Francis (Houston)         | Steve Francis (Houston)         | Gerald Wallace | Gerald Wallace | 80               | 77               |        |        |  |
|  | Steve Francis (Houston)         | Steve Francis (Houston)         |                |                |                  |                  |        |        |  |
|  | Gerald Wallace (Sacramento)     | Gerald Wallace (Sacramento)     | 84             |                |                  |                  |        |        |  |

### Three-point Shootout
- Ray Allen, Milwaukee Bucks
- Mike Miller, Orlando Magic
- Steve Nash, Dallas Mavericks
- Wesley Person, Cleveland Cavaliers

- Paul Pierce, Boston Celtics
- Quentin Richardson, Los Angeles Clippers
- Steve Smith, San Antonio Spurs
- Predrag Stojaković, Sacramento Kings

in grassetto è indicato il vincitore

### All-Star Hoop-It-Up
- Houston Rockets

 Cuttino Mobley, giocatore Houston Rockets
 Tina Thompson, giocatrice Houston Comets
 Kenny Smith, ex giocatore Houston Rockets
 Jamie Foxx, attore e cantante
- Squadra internazionale

 Hidayet Türkoğlu, giocatore Sacramento Kings
 Ticha Penicheiro, giocatrice Sacramento Monarchs
 Šarūnas Marčiulionis, ex giocatore Denver Nuggets
 Tom Cavanagh, attore
- Philadelphia 76ers

 Eric Snow, giocatore Philadelphia 76ers
 Dawn Staley, giocatrice Charlotte Sting, ma nativa di Filadelfia
 Moses Malone, ex giocatore Philadelphia 76ers
 Justin Timberlake, cantautore, attore, produttore musicale, televisivo e stilista
- L.A. Lakers

 Derek Fisher, giocatore Los Angeles Lakers
 Lisa Leslie, giocatrice Los Angeles Sparks
 Magic Johnson, ex giocatore Los Angeles Lakers
 Brian McKnight, cantautore e produttore musicale
in grassetto è indicato il vincitore

## Domenica

### All-Star Game - Squadre

#### Western Conference
| Western Conference |                        |     |        |       |       |      |       |     |     |    |     |     |    |     |
| Giocatore          | Squadra                | MIN | FG     | 3FG   | FT    | R.OF | R.DIF | RIM | AST | PF | RUB | PER | ST | PT  |
| Kobe Bryant        | Los Angeles Lakers     | 30  | 12-25  | 0-4   | 7-7   | 2    | 3     | 5   | 5   | 1  | 0   | 0   | 2  | 31  |
| Tim Duncan         | San Antonio Spurs      | 29  | 7-11   | 0-0   | 0-0   | 3    | 11    | 14  | 2   | 0  | 2   | 3   | 1  | 14  |
| Kevin Garnett      | Minnesota Timberwolves | 24  | 7-15   | 0-1   | 0-0   | 6    | 6     | 12  | 2   | 2  | 0   | 0   | 1  | 14  |
| Dirk Nowitzki      | Dallas Mavericks       | 24  | 5-11   | 1-4   | 1-1   | 2    | 6     | 8   | 3   | 0  | 0   | 2   | 1  | 12  |
| Steve Nash         | Dallas Mavericks       | 24  | 3-9    | 2-4   | 0-0   | 2    | 1     | 3   | 9   | 1  | 0   | 0   | 1  | 8   |
| Gary Payton        | Seattle SuperSonics    | 22  | 7-13   | 4-6   | 0-0   | 0    | 1     | 1   | 6   | 3  | 0   | 3   | 1  | 18  |
| Chris Webber       | Sacramento Kings       | 20  | 3-7    | 1-2   | 1-4   | 3    | 0     | 3   | 4   | 1  | 0   | 2   | 2  | 8   |
| Elton Brand        | Los Angeles Clippers   | 19  | 3-5    | 0-0   | 0-0   | 5    | 5     | 10  | 1   | 0  | 1   | 2   | 2  | 6   |
| Predrag Stojaković | Sacramento Kings       | 18  | 4-10   | 3-5   | 0-0   | 2    | 0     | 2   | 1   | 0  | 0   | 0   | 0  | 11  |
| Steve Francis      | Houston Rockets        | 18  | 1-8    | 0-1   | 1-2   | 1    | 1     | 2   | 3   | 2  | 0   | 2   | 1  | 3   |
| Wally Szczerbiak   | Minnesota Timberwolves | 12  | 4-6    | 2-3   | 0-0   | 1    | 2     | 3   | 3   | 1  | 0   | 0   | 0  | 10  |
| Totale             |                        | 240 | 56-120 | 13-30 | 10-14 | 27   | 36    | 63  | 39  | 11 | 3   | 14  | 12 | 135 |
| All. Don Nelson    | Dallas Mavericks       |     |        |       |       |      |       |     |     |    |     |     |    |     |

MIN: minuti. FG: tiri dal campo. 3FG: tiri da tre punti. FT: tiri liberi. R.OF: rimbalzi offensivi. R.DIF: rimbalzi difensivi. RIM: rimbalzi. AST: assist. PF: falli personali. RUB: palle rubate. PER: palle perse. ST: stoppate. PT: punti

#### Eastern Conference
| Eastern Conference  |                    |     |        |      |       |      |       |     |     |    |     |     |    |     |
| Giocatore           | Squadra            | MIN | FG     | 3FG  | FT    | R.OF | R.DIF | RIM | AST | PF | RUB | PER | ST | PT  |
| Ray Allen           | Milwaukee Bucks    | 25  | 6-17   | 3-10 | 0-0   | 1    | 2     | 3   | 5   | 3  | 0   | 1   | 3  | 15  |
| Allen Iverson       | Philadelphia 76ers | 25  | 2-9    | 0-0  | 1-2   | 1    | 3     | 4   | 3   | 0  | 0   | 2   | 0  | 5   |
| Tracy McGrady       | Orlando Magic      | 23  | 9-15   | 2-4  | 4-4   | 2    | 1     | 3   | 4   | 3  | 0   | 1   | 1  | 24  |
| Paul Pierce         | Boston Celtics     | 23  | 9-18   | 1-6  | 0-0   | 3    | 4     | 7   | 3   | 1  | 0   | 0   | 1  | 19  |
| Michael Jordan      | Washington Wizards | 22  | 4-13   | 0-0  | 0-0   | 0    | 4     | 4   | 3   | 2  | 0   | 1   | 1  | 8   |
| Shareef Abdur-Rahim | Atlanta Hawks      | 21  | 4-4    | 1-1  | 0-0   | 1    | 5     | 6   | 0   | 0  | 0   | 0   | 2  | 9   |
| Dikembe Mutombo     | Philadelphia 76ers | 21  | 3-5    | 0-0  | 2-2   | 6    | 4     | 10  | 0   | 0  | 1   | 2   | 0  | 8   |
| Jason Kidd          | New Jersey Nets    | 18  | 1-2    | 0-1  | 0-0   | 0    | 1     | 1   | 3   | 1  | 0   | 1   | 0  | 2   |
| Jermaine O'Neal     | Indiana Pacers     | 17  | 2-5    | 0-0  | 3-4   | 0    | 7     | 7   | 0   | 0  | 0   | 1   | 1  | 7   |
| Alonzo Mourning     | Miami Heat         | 16  | 6-7    | 0-0  | 1-1   | 1    | 2     | 3   | 2   | 0  | 2   | 1   | 1  | 13  |
| Antoine Walker      | Boston Celtics     | 16  | 3-8    | 2-4  | 0-0   | 0    | 2     | 2   | 1   | 1  | 0   | 2   | 1  | 8   |
| Baron Davis         | Charlotte Hornets  | 13  | 1-4    | 0-2  | 0-0   | 0    | 1     | 1   | 5   | 0  | 0   | 3   | 1  | 2   |
| Totale              |                    | 240 | 50-107 | 9-28 | 11-13 | 15   | 36    | 51  | 29  | 11 | 3   | 15  | 12 | 120 |
| All. Byron Scott    | New Jersey Nets    |     |        |      |       |      |       |     |     |    |     |     |    |     |

MIN: minuti. FG: tiri dal campo. 3FG: tiri da tre punti. FT: tiri liberi. R.OF: rimbalzi offensivi. R.DIF: rimbalzi difensivi. RIM: rimbalzi. AST: assist. PF: falli personali. RUB: palle rubate. PER: palle perse. ST: stoppate. PT: punti